# Галайба, Василий Васильевич
Васи́лий Васи́льевич Гала́йба (род. 9 июня 1939 года, Батурин) — советский украинский киевовед, журналист, литератор.

## Биография
Родился 9 июня 1939 года в городе Батурин.
В 1961 году окончил Одесский электротехнический институт связи по специальности инженер проводной связи.
В том же году по распределению приехал в Киев. Работал инженером в разных проектных организациях.
С 1960-х годов начал интересоваться историей Киева.
Был одним из активнейших участников клуба «Летопись» Леоноры Рахлиной (в период расцвета клуба в 1970—1980-х годах). Очень дотошно проработал старую киевскую прессу, составил громадную подборку выписок, на основе которых написал множество статей, опубликованных в периодической печати Киева, — о его известнейших архитектурных памятниках, храмах, монастырях, учебных заведениях, больницах, благотворительных учреждениях, о некоторых особенностях общественной жизни города и т. п.
Многие годы работал внештатным экскурсоводом Киевского бюро путешествий и экскурсий.

## Публикации

### Книги
- Образ епохи. Культурне середовище Києва кінця ХІХ — початку ХХ ст. : Міжнародна наукова конференція, 20-22 листопада 1995 р. Тези доповідей. Колектив авторів. — К., 1995. (укр.)
- Хрещатик. Культурологічний путівник / Віктор Чепелик, Анатолій Макаров, Василь Галайба. Упорядник і редактор В. М. Грузін. — К. : Амадей. 1997.[1] (укр.)
- «Володимирська» / Юрий Асєєв, Віктор Чепелик, Василь Галайба, Анатолий Макаров, Лариса Федорова. Упорядник і редактор В. М. Грузін. — К. : Амадей. 1999. (укр.)
- Фотоспомин. Київ, якого немає: анотов. альбом світлин 1977—1988 років / авт. Світлин В. Галайба; авт.-упоряд. М. Виноградова, М. Кадомська, М. Кальницький, А. Пучков, О. Червінський; відп. ред. А. Бєломєсяцев. — К. : Головкиївархітектура; НДІТІАМ, 2000. — 408 с. : іл.[2] (укр.)
- Храми Св. Миколая в Києві / Василь Галайба. — К., 2002. — 64 с. — (Б-ка українця).[3] (укр.)
- Хроніка старого Києва / Василь Галайба. — К., 2003. — 176 с. : іл. — (Б-ка українця). (укр.)
- Свято-Богородичні храми у «другому Єрусалимі» — місті Києві : [альб.] / Василь Галайба; [передм., післям., наук. ред. Д. Степовик]. — К. : Автограф, 2008. — 368 с. : іл.[4] (укр.)
- Прорізна. Ярославів Вал / Василь Галайба, Валерій Грузін, Марія Кадомська, Дмитро Малаков. — К., 2010. — 295 с. : іл. — (Амадей). (укр.)
- Андреевский спуск / Алексей Браславец, Василий Галайба, Валерий Грузин, Мария Кадомская, Елена Мокроусова, Виктор Некрасов, Дмитрий Шлёнский. — К. : Амадей, 2011. — 391 с. : ил.
- Борьба с преступностью в старом Киеве — К. : Скай Хорс, 2012. — 192 с. : ил.
- Герои не нашего времени / А. Анисимов, В. Галайба — К. : Скай Хорс, 2013. — 174 с. : ил.
- Из жизни губернского Киева / В. Галайба — К. : Скай Хорс, 2015. — 340 с. : ил.
- Фотоспомин. Київ, якого не стало... — К. : Тов. «НВП «Iнтерсервic», 2018. — 640 с. (укр.)

### Публикации в периодических изданиях
Неоднократно публиковался в газетах «Вечірній Київ», «Київський вісник», журналах «Україна», «Пам’ятки України» и мн. др. изданиях.
Автор более 500 публикаций (смотри Библиографический указатель. Выпуск 6. Галайба Василий Васильевич. Киев — 2011. Подготовлен отделом краеведческой литературы и библиографии Публичной библиотеки им. Леси Украинки города Киева)
- ГАЛАЙБА ВАСИЛЬ ВАСИЛЬОВИЧ.  (укр.)

### Интернет-публикации
- Василь ГАЛАЙБА ФОТОСПОМИН КИЇВ, ЯКОГО НЕМАЄ
- Один из авторов сайта «Прогулки по Киеву»[5]
- Один из авторов проекта «Киевский календарь»[6]
- Мужская гимназия Н. А. Стельмашенко
- и многие др.

## Увлечения
Увлекается моржеванием в течение последних пятидесяти лет.

## Галерея
- Презентация книги «Борьба с преступностью в старом Киеве»
- Василий Галайба и Александр Немец